# Wout Heinen
Wout Heinen (9 augustus 1929) was een Nederlandse voetballer die tijdens zijn profloopbaan voor BVC Utrecht en HVC uitkwam.

## Spelersloopbaan
Heinen debuteerde op 16-jarige leeftijd in het eerste elftal van SV Spakenburg en groeide daar uit tot international van het Nederlands zaterdagelftal. Toen het profvoetbal in 1954 zijn intrede deed in Nederland maakte hij de overstap naar BVC Utrecht, waar hij op zaterdag 11 september 1954 tijdens de eerste speeldag deel uitmaakte van het elftal dat met 4-4 gelijkspeelde tegen Fortuna '54. Toen duidelijk werd dat de NBVB-competitie ook op zondag zou worden gespeeld, haakte Heinen om principiële redenen af en keerde terug naar SV Spakenburg. Toch bleef het betaald voetbal lonken. Een jaar later werd hij voor 3000 gulden van Spakenburg overgenomen door HVC waar hij zich een trefzekere spits toonde en vijf seizoenen op rij clubtopscorer werd. In het seizoen 1957/58 werd hij met 36 doelpunten zelfs topscorer van de Eerste divisie. Bij HVC speelde Heinen wél op zondag, zeer tegen de zin van zijn moeder. Toen zij eind 1959 ernstig ziek werd, beloofde hij op haar sterfbed om na afloop van het seizoen te stoppen met zondagsvoetbal. Heinen hield zich aan die belofte. Aan het eind van seizoen 1959/60 leverde hij zijn contract bij HVC in. Het clubbestuur van HVC weigerde vervolgens om mee te werken aan een overschrijving naar zijn oude club Spakenburg. In 1961 werd de kwestie na ruim een jaar opgelost, waarna Heinen nog vier jaar in het eerste elftal van SV Spakenburg speelde. In 1965 zette hij een punt achter zijn spelersloopbaan.

### Profstatistieken
| Seizoen | Club        | Land      | Competitie       | Duels | Goals |
| ------- | ----------- | --------- | ---------------- | ----- | ----- |
| 1954    | BVC Utrecht | Nederland | NBVB             | 1     | 0     |
| 1955/56 | HVC         | Nederland | Hoofdklasse A    | ??    | 20    |
| 1956/57 | HVC         | Nederland | Eerste divisie A | 30    | 26    |
| 1957/58 | HVC         | Nederland | Eerste divisie A | ??    | 36    |
| 1958/59 | HVC         | Nederland | Eerste divisie B | ??    | 26    |
| 1959/60 | HVC         | Nederland | Eerste divisie A | ??    | 11    |
| Totaal  | Totaal      | Totaal    | Totaal           | ???   | 119   |